# Sérgio Dinis
Sérgio Manuel Ribeiro Dinis (ur. 8 marca 1970 w Ermelo) – portugalski duchowny rzymskokatolicki, biskup polowy Portugalii od 2025.

## Życiorys
Uzyskał licencjat z teologii na Portugalskim Uniwersytecie Katolickim oraz z prawa kanonicznego na Uniwersytecie Papieskim w Salamance. 
Święcenia kapłańskie otrzymał 17 lipca 1994 r., inkardynowany został do diecezji Vila Real. W latach 1993–1996 był sekretarzem biskupa Joaquima Gonçalvesa. Później pracował w duszpasterstwie parafialnym, był również członkiem Rady Kapłańskiej, Rady Duszpasterskiej oraz Kolegium Konsultorów diecezji Vila Real, a także sędzią Międzydiecezjalnego Trybunału Kościelnego w Vila Real.
22 listopada 2024 papież Franciszek mianował go biskupem polowym Portugalii. Sakry udzielił mu 26 stycznia 2025 biskup António Augusto Azevedo.